# 泰山韭
泰山韭（学名：Allium taishanense）是石蒜科葱属的植物，是中国的特有植物。分布在中国大陆的山东省等地，生长于海拔300米至600米的地区，多生于山坡，目前已由人工引种栽培。